# Canton de Marmande-Ouest
Pour les articles homonymes, voir Canton de Marmande (homonymie).
Le canton de Marmande-Ouest est une ancienne division administrative française située dans le département de Lot-et-Garonne, en région Aquitaine.

## Géographie
Ce canton était organisé autour de Marmande dans l'arrondissement de Marmande. Son altitude variait de 12 m (Sainte-Bazeille) à 122 m (Mauvezin-sur-Gupie) pour une altitude moyenne de 41 m.

## Histoire
Le canton de Marmande-Ouest est créé en 1973, en même temps que celui de Marmande-Est, en remplacement du canton de Marmande.

## Administration
Canton créé en 1973.
| Période | Période | Identité            | Étiquette | Qualité                                                                                             |
| ------- | ------- | ------------------- | --------- | --------------------------------------------------------------------------------------------------- |
| 1973    | 1976    | Guy Bégué           | UDR       | Professeur agrégé, sous-directeur à l'ORTF Député (1968-1973)                                       |
| 1976    | 1994    | Maurice Cazassus    | PS        | Professeur de lycée Adjoint au maire de Marmande                                                    |
| 1994    | 2001    | Gérard Gouzes       | PS        | Avocat Député (1981-1986), (1988-1993), (1997-2002) Maire de Marmande (1983-2014)                   |
| 2001    | 2008    | Michel Diefenbacher | UMP       | Conseiller Maître à la Cour des comptes Député (2002-2012) Président du Conseil général (2004-2008) |
| 2008    | 2015    | Joël Hocquelet      | DVG       | Médecin généraliste Conseiller municipal de Marmande Élu en 2015 dans le canton de Marmande-1       |

## Composition
Le canton de Marmande-Ouest se composait d'une fraction de la commune de Marmande et de quatre autres communes. Il comptait 14 944 habitants (population municipale) au 1er janvier 2012.
| Nom                  | Code Insee | Intercommunalité                | Population (dernière pop. légale)              |
| -------------------- | ---------- | ------------------------------- | ---------------------------------------------- |
| Marmande (chef-lieu) | 47157      | CA Val de Garonne Agglomération | Fraction : 9 221(2012) Commune : 17 748 (2014) |
| Beaupuy              | 47024      | CA Val de Garonne Agglomération | 1 631 (2014)                                   |
| Mauvezin-sur-Gupie   | 47163      | CA Val de Garonne Agglomération | 575 (2014)                                     |
| Sainte-Bazeille      | 47233      | CA Val de Garonne Agglomération | 3 143 (2014)                                   |
| Saint-Martin-Petit   | 47257      | CA Val de Garonne Agglomération | 517 (2014)                                     |

## Démographie
| 1975 | 1982 | 1990   | 1999   | 2006   | 2011   | 2012   |
| ---- | ---- | ------ | ------ | ------ | ------ | ------ |
| -    | -    | 13 004 | 12 733 | 13 450 | 14 667 | 14 944 |